# Roberto Tomassini
Roberto Tomassini (San Marino, 2 agosto 1962) è un ex ciclista su strada sammarinese.

## Biografia
Nato nel 1962 a San Marino, a 17 anni ha partecipato ai Giochi olimpici di Mosca 1980, nella corsa in linea, non riuscendo a terminare la gara.
Diventato professionista a 26 anni, nel 1988, ha chiuso la carriera nel 1995, a 33 anni, dopo un anno nella squadra italiana della Malvor e sette nelle sammarinesi Verynet, Gis Gelati e Mercatone Uno.

## Piazzamenti

### Competizioni mondiali
- Giochi olimpici

Mosca 1980 - In linea: ritirato